# Grande Prémio Internacional de Torres Vedras-Troféu Joaquim Agostinho 2008
Il Grande Prémio Internacional de Torres Vedras-Troféu Joaquim Agostinho 2008, trentunesima edizione della corsa, si svolse dal 9 al 13 luglio 2008 su un percorso di 762 km ripartiti in 5 tappe, con partenza da A dos Cunhados e arrivo a Torres Vedras. Fu vinto dal portoghese Tiago Machado della Madeinox Boavista davanti agli spagnoli Jesús Buendía e David Bernabéu.

## Tappe
| Tappa  | Data      | Percorso                                    | km    | Vincitore di tappa | Leader cl. generale |
| ------ | --------- | ------------------------------------------- | ----- | ------------------ | ------------------- |
| 1ª     | 9 luglio  | A dos Cunhados > Carvoeira                  | 155   | Danail Petrov      | Danail Petrov       |
| 2ª     | 10 luglio | Manique do Intendente > Samora Correia      | 172,2 | Jonas Ljungblad    | Danail Petrov       |
| 3ª     | 11 luglio | Sobral de Monte Agraço > Alto de Montejunto | 158   | Koldo Gil          | Koldo Gil           |
| 4ª     | 12 luglio | Praia da Areia Branca > Vimeiro             | 153,6 | Richard Faltus     | Jesús Buendía       |
| 5ª     | 13 luglio | Torres Vedras > Torres Vedras               | 123   | Dirk Müller        | Tiago Machado       |
| Totale | Totale    | Totale                                      | 762   |                    |                     |

## Dettagli delle tappe

### 1ª tappa
- 9 luglio: A dos Cunhados > Carvoeira – 155 km

| Pos. | Corridore       | Squadra      | Tempo    |
| ---- | --------------- | ------------ | -------- |
| 1    | Danail Petrov   | Benfica      | 4h09'52" |
| 2    | Koldo Gil       | Liberty Seg. | a 5"     |
| 3    | Cândido Barbosa | Benfica      | a 11"    |

| Pos. | Corridore     | Squadra | Tempo    |
| ---- | ------------- | ------- | -------- |
| 1    | Danail Petrov | Benfica | 4h09'42" |

### 2ª tappa
- 10 luglio: Manique do Intendente > Samora Correia – 172,2 km

| Pos. | Corridore         | Squadra      | Tempo    |
| ---- | ----------------- | ------------ | -------- |
| 1    | Jonas Ljungblad   | P3 Transfer  | 4h18'48" |
| 2    | Manuel Cardoso    | Liberty Seg. | s.t.     |
| 3    | Nuno Marta Duarte | CC Loulé     | s.t.     |

| Pos. | Corridore     | Squadra | Tempo    |
| ---- | ------------- | ------- | -------- |
| 1    | Danail Petrov | Benfica | 8h28'30" |

### 3ª tappa
- 11 luglio: Sobral de Monte Agraço > Alto de Montejunto – 158 km

| Pos. | Corridore     | Squadra      | Tempo    |
| ---- | ------------- | ------------ | -------- |
| 1    | Koldo Gil     | Liberty Seg. | 3h59'55" |
| 2    | Tiago Machado | Madeinox     | a 6"     |
| 3    | Danail Petrov | Benfica      | a 10"    |

| Pos. | Corridore | Squadra      | Tempo     |
| ---- | --------- | ------------ | --------- |
| 1    | Koldo Gil | Liberty Seg. | 12h28'24" |

### 4ª tappa
- 12 luglio: Praia da Areia Branca > Vimeiro – 153,6 km

| Pos. | Corridore      | Squadra   | Tempo    |
| ---- | -------------- | --------- | -------- |
| 1    | Richard Faltus | Sparkasse | 3h45'59" |
| 2    | David Belda    |           | a 3"     |
| 3    | David Blanco   | Palmeiras | s.t.     |

| Pos. | Corridore     | Squadra      | Tempo     |
| ---- | ------------- | ------------ | --------- |
| 1    | Jesús Buendía | Contentpolis | 16h15'58" |

### 5ª tappa
- 13 luglio: Torres Vedras > Torres Vedras – 123 km

| Pos. | Corridore        | Squadra      | Tempo    |
| ---- | ---------------- | ------------ | -------- |
| 1    | Dirk Müller      | Sparkasse    | 2h36'51" |
| 2    | Cândido Barbosa  | Benfica      | a 29"    |
| 3    | Rafael Rodriguez | Contentpolis | s.t.     |

| Pos. | Corridore      | Squadra      | Tempo     |
| ---- | -------------- | ------------ | --------- |
| 1    | Tiago Machado  | Madeinox     | 18h55'02" |
| 2    | Jesús Buendía  | Contentpolis | a 11"     |
| 3    | David Bernabéu | Barbot-Siper | a 22"     |

## Classifiche finali

### Classifica generale
| Pos. | Corridore             | Squadra      | Tempo     |
| ---- | --------------------- | ------------ | --------- |
| 1    | Tiago Machado         | Madeinox     | 18h55'02" |
| 2    | Jesús Buendía         | Contentpolis | a 11"     |
| 3    | David Bernabéu        | Barbot-Siper | a 22"     |
| 4    | Alexis Rodríguez      | Fercase      | a 30"     |
| 5    | Rafael Rodríguez      | Contentpolis | a 38"     |
| 6    | Santiago Pérez        | CC Loulé     | a 42"     |
| 7    | Cândido Barbosa       | Benfica      | a 47"     |
| 8    | Sergio Ferreira Sousa | Madeinox     | a 48"     |
| 9    | Ignacio Sarabia       | Extremadura  | a 53"     |
| 10   | Koldo Gil             | Liberty Seg. | a 1'29"   |